# Государственный совет Сирии
Государственный совет Сирии (араб. مجلس الدولة السوري‎) — независимый судебный и консультативно-совещательный орган, отвечающий за административную юстицию. Его юрисдикция, порядок назначения судей и их полномочия определяются законом.